# Étienne Bussière Laforest
Étienne Bussière Laforest, né à Saint-Jean-Baptiste du Trou, près du Cap Français en 1744 décédé le 9 mars 1807 à Paris, homme politique français, député de Saint-Domingue du 22 août 1795 au 7 mai 1797.

## Sources
- « Étienne Bussière Laforest », dans Adolphe Robert et Gaston Cougny, Dictionnaire des parlementaires français, Edgar Bourloton, 1889-1891 [détail de l’édition]